# Junior-VM i håndbold 1989 (kvinder)
Juniorverdensmesterskabet i håndbold 1989 for kvinder var det syvende junior-VM i håndbold for kvinder. Mesterskabet blev arrangeret af International Handball Federation, og slutrunden med deltagelse af 15 hold blev afviklet i Nigeria i perioden 22. september – 1. oktober 1989.
Mesterskabet blev vundet af de forsvarende mestre Sovjetunionen foran Sydkorea og Bulgarien. Det var Sovjetunionens sjette junior-VM-guld (og sjette titel i træk), og holdet gik for femte junior-VM i træk ubesejret gennem turneringen med seks sejre i seks kampe. Dermed havde det sovjetiske hold vundet 32 kampe i træk ved junior-VM og havde en statistik på 43 sejre og 2 nederlag i junior-VM-turneringerne indtil da. I finalen vandt Sovjetunionen med 26-23 over Sydkorea, som dermed tangerede holdets bedste resultat ved junior-VM indtil da. Bronzekampen endte med bulgarsk sejr på 27-18 over Jugoslavien. Det var Bulgariens første medalje ved junior-VM for kvinder.

## Slutrunde

### Indledende runde
De 15 hold spillede i den indledende runde i fire grupper med tre eller fire hold. Hver gruppe spillede en enkelturnering alle-mod-alle, og de tre bedst placerede hold i hver gruppe gik videre til hovedrunden om placeringerne 1-12, mens firerne gik videre placeringsrunden om 13.- til 15.-pladsen.

#### Gruppe A
| Dato | Kamp                       | Res.  |
| ---- | -------------------------- | ----- |
| ?    | Vesttyskland – Japan       | 17–23 |
| ?    | Japan – Sovjetunionen      | 21–31 |
| ?    | Sovjetunionen – Vesttyskl. | 37–20 |

| Hold          | Kampe        | Mål          | Point        |
| ------------- | ------------ | ------------ | ------------ |
| Sovjetunionen | 2            | 68-41        | 4            |
| Japan         | 2            | 44-48        | 2            |
| Vesttyskland  | 2            | 37-60        | 0            |
| Holland       | Meldte afbud | Meldte afbud | Meldte afbud |

#### Gruppe B
| Dato | Kamp                | Res.  |
| ---- | ------------------- | ----- |
| ?    | Sverige – Tyrkiet   | 27–18 |
| ?    | Danmark – Bulgarien | 18–22 |
| ?    | Tyrkiet – Danmark   | 10–35 |
| ?    | Bulgarien – Sverige | 24–21 |
| ?    | Bulgarien – Tyrkiet | 33–19 |
| ?    | Danmark – Sverige   | 20–21 |

| Hold      | Kampe | Mål   | Point |
| --------- | ----- | ----- | ----- |
| Bulgarien | 3     | 79-58 | 6     |
| Sverige   | 3     | 69-62 | 4     |
| Danmark   | 3     | 73-53 | 2     |
| Tyrkiet   | 3     | 47-95 | 0     |

#### Gruppe C
| Dato | Kamp                | Res.  |
| ---- | ------------------- | ----- |
| ?    | Kina – Algeriet     | 30–13 |
| ?    | Sydkorea – Østrig   | 37–25 |
| ?    | Algeriet – Sydkorea | 16–37 |
| ?    | Østrig – Kina       | 12–28 |
| ?    | Østrig – Algeriet   | 15–19 |
| ?    | Sydkorea – Kina     | 32–26 |

| Hold     | Kampe | Mål     | Point |
| -------- | ----- | ------- | ----- |
| Sydkorea | 3     | 106-670 | 6     |
| Kina     | 3     | 84-57   | 4     |
| Algeriet | 3     | 48-82   | 4     |
| Østrig   | 3     | 52-84   | 0     |

#### Gruppe D
| Dato | Kamp                  | Res.  |
| ---- | --------------------- | ----- |
| ?    | Spanien – Schweiz     | 26–17 |
| ?    | Jugoslavien – Nigeria | 23–18 |
| ?    | Nigeria – Spanien     | 19–20 |
| ?    | Schweiz – Jugoslavien | 22–31 |
| ?    | Nigeria – Schweiz     | 32–16 |
| ?    | Jugoslavien – Spanien | 25–17 |

| Hold        | Kampe | Mål   | Point |
| ----------- | ----- | ----- | ----- |
| Jugoslavien | 3     | 79-57 | 6     |
| Spanien     | 3     | 63-61 | 4     |
| Nigeria     | 3     | 69-59 | 2     |
| Schweiz     | 3     | 55-89 | 0     |

### Placeringsrunde
I placeringsrunden spillede firerne fra de indledende grupper om placeringerne 13-15. De tre hold blev samlet i én gruppe, som spillede en enkeltturnering alle-mod-alle.
| Dato | Kamp              | Res.  |
| ---- | ----------------- | ----- |
| ?    | Schweiz – Tyrkiet | 21–19 |
| ?    | Østrig – Tyrkiet  | 30–21 |
| ?    | Østrig – Schweiz  | 23–26 |

| Plac. | Hold    | Kampe | Mål   | Point |
| ----- | ------- | ----- | ----- | ----- |
| 13.   | Schweiz | 2     | 47-42 | 4     |
| 14.   | Østrig  | 2     | 53-47 | 2     |
| 15.   | Tyrkiet | 2     | 40-51 | 0     |

### Hovedrunde
I hovedrunden spillede vinderne, toerne og treerne fra de indledende grupper om placeringerne 1-12. De tolv hold blev inddelt i to nye grupper, som hver spillede en enkeltturnering alle-mod-alle, bortset fra at hold fra samme indledende gruppe ikke mødtes igen – i stedet blev resultaterne af holdenes indbyrdes opgør i den indledende runde ført med over til placeringsrunden.
Vinderne af de to grupper gik videre til VM-finalen, toerne gik videre til bronzekampen, treerne til kampen om 5.-pladsen, firerne til kampen om 7.-pladsen, femmerne til kampen om 9.-pladsen, mens sekserne måtte tage til takke med at spille om 7.-pladsen.

#### Gruppe I
| Dato | Kamp                      | Res.  |
| ---- | ------------------------- | ----- |
| ?    | Sverige – Japan           | 26–20 |
| ?    | Sovjetunionen – Danmark   | 34–19 |
| ?    | Bulgarien – Vesttyskland  | 28–23 |
| ?    | Sverige – Sovjetunionen   | 19–29 |
| ?    | Danmark – Vesttyskland    | 24–16 |
| ?    | Bulgarien – Japan         | 23–16 |
| ?    | Sovjetunionen – Bulgarien | 27–16 |
| ?    | Vesttyskland – Sverige    | 17–26 |
| ?    | Japan – Danmark           | 20–22 |

| Hold          | Kampe | Mål     | Point |
| ------------- | ----- | ------- | ----- |
| Sovjetunionen | 5     | 158-950 | 10    |
| Bulgarien     | 5     | 113-105 | 8     |
| Sverige       | 5     | 123-110 | 6     |
| Danmark       | 5     | 103-113 | 4     |
| Japan         | 5     | 100-129 | 2     |
| Vesttyskland  | 5     | 093-138 | 0     |

#### Gruppe II
| Dato | Kamp                   | Res.  |
| ---- | ---------------------- | ----- |
| ?    | Kina – Spanien         | 27–13 |
| ?    | Sydkorea – Nigeria     | 35–25 |
| ?    | Jugoslavien – Algeriet | 22–17 |
| ?    | Spanien – Sydkorea     | 20–35 |
| ?    | Nigeria – Algeriet     | 28–15 |
| ?    | Jugoslavien – Kina     | 22–19 |
| ?    | Sydkorea – Jugoslavien | 35–26 |
| ?    | Algeriet – Spanien     | 16–28 |
| ?    | Kina – Nigeria         | 30–24 |

| Hold        | Kampe | Mål     | Point |
| ----------- | ----- | ------- | ----- |
| Sydkorea    | 5     | 174-113 | 10    |
| Jugoslavien | 5     | 118-106 | 8     |
| Kina        | 5     | 132-104 | 6     |
| Spanien     | 5     | 098-122 | 4     |
| Nigeria     | 5     | 114-123 | 2     |
| Algeriet    | 5     | 077-145 | 0     |

#### Placeringskampe og finaler
| Dato                | Kamp                     | Res.  |
| Kamp om 11.-pladsen |                          |       |
| ?                   | Algeriet – Vesttyskland  | 10–24 |
| Kamp om 9.-pladsen  |                          |       |
| ?                   | Japan – Nigeria          | 22–34 |
| Kamp om 7.-pladsen  |                          |       |
| ?                   | Spanien – Danmark        | 19–30 |
| Kamp om 5.-pladsen  |                          |       |
| ?                   | Sverige – Kina           | 27–26 |
| Bronzekamp          |                          |       |
| ?                   | Jugoslavien – Bulgarien  | 18–27 |
| Finale              |                          |       |
| ?                   | Sovjetunionen – Sydkorea | 26–23 |

| Plac.  | Hold          |
| ------ | ------------- |
| Guld   | Sovjetunionen |
| Sølv   | Sydkorea      |
| Bronze | Bulgarien     |
| 4.     | Jugoslavien   |
| 5.     | Sverige       |
| 6.     | Kina          |
| 7.     | Danmark       |
| 8.     | Spanien       |
| 9.     | Nigeria       |
| 10.    | Japan         |
| 11.    | Vesttyskland  |
| 12.    | Algeriet      |